# Todesfall Justine Damond
Justine Damond (* 4. April 1977 als Justine Maia Ruszczyk; † 15. Juli 2017) war eine australisch-US-amerikanische Staatsbürgerin, die seit dem Jahr 2015 in den Vereinigten Staaten lebte. Am 15. Juli 2017 wurde sie in Minneapolis, Minnesota von Mohamed Noor, einem somalisch-US-amerikanischen Polizisten, im Rahmen eines Polizeieinsatzes erschossen. Der Fall verstärkte bereits seit längerer Zeit bestehende Spannungen in der Metropolregion Minneapolis–Saint Paul und erregte nationales wie auch internationales Medieninteresse.

## Hintergrund

### Justine Damond
Damond wurde im Iran geboren und wuchs in Northern Beaches, einem Küstengebiet nordöstlich der australischen Großstadt Sydney, auf, wo sie die Manly High School besuchte. Durch ihren Vater besaß sie als Doppelstaatsbürgerin auch die US-amerikanische Staatsangehörigkeit. Die Universität Sydney verließ sie im Jahr 2002 mit einem Bachelor in Veterinärmedizin. Im Anschluss war sie als Geistheilerin und Meditationstrainerin tätig. Bei einem Neurowissenschaftsseminar in den USA lernte sie Don Damond kennen, mit dem sie in der Folge erst eine berufliche, dann auch eine persönliche Beziehung einging. Ende 2014 verlobte sich das Paar, 2015 zog Justine Damond in die Vereinigten Staaten. Bereits vor der geplanten Hochzeit hatte sie den Nachnamen ihres zukünftigen Mannes angenommen.

### Mohamed Noor
Mohamed Mohamed Noor (* 20. Oktober 1985 in Qoryooley, Somalia), somalisch-US-amerikanischer Staatsbürger, kam als Kind Ende der 1980er Jahre mit seiner Familie in die Vereinigten Staaten. Er verließ die Augsburg University mit einem Abschluss in BWL sowie Management and Economics. Er war zum Zeitpunkt des Vorfalls seit 21 Monaten für das Minneapolis Police Department aktiv, sein Partner Matthew Harrity, der den Streifenwagen fuhr, seit einem Jahr. Obwohl sich eine der größten somalischen Gemeinschaften des Landes in Minneapolis befindet, war Noor nur einer von wenigen Somaliern, die als Polizisten arbeiteten; im fünften Kontrollbezirk war er hingegen sogar der erste, wie die damalige Bürgermeisterin Betsy Hodges lobend erwähnte.
Innerhalb seiner bisherigen Laufbahn waren bereits drei Dienstaufsichtsbeschwerden gegen Noor erhoben worden, wovon zwei im Juli 2017 noch nicht abschließend untersucht worden waren. Unter anderem soll er im Mai desselben Jahres eine Frau im Rahmen seines Dienstes tätlich angegriffen haben. Laut der Tageszeitung Star Tribune hatte Noor an einer verkürzten, siebenmonatigen Polizeiausbildung teilgenommen, die sich an Bewerber richtete, die bereits einen Collegeabschluss erworben hatten. Während Janeé Harteau, zu jener Zeit amtierende Polizeipräsidentin, Noor gute Leistungen im Lehrgang und eine generelle Eignung für den Polizeidienst attestierte, veröffentlichte das MPD eine Woche nach dem Vorfall eine Stellungnahme, in der es die Existenz eines sogenannten „fast-track programs“ bestritt.
Im September 2018 wurde bekannt, dass zwei Psychiater sowie mehrere Ausbildungsoffiziere der Polizei Noor mangelnde Fitness sowie eine geringe mentale Belastbarkeit attestierten. Zwei Monate vor dem Tod von Justine Damond soll Noor im Rahmen einer Verkehrskontrolle mit gezogener Dienstwaffe auf einen Autofahrer zugegangen sein und ihm diese anschließend an den Kopf gehalten haben.

## Vorfall
Am 15. Juli 2017 wählte Damond, mittlerweile als Yogalehrerin tätig, um 23:27 Uhr den Notruf. Damond sagte aus, sie hätte außerhalb ihres Hauses im Stadtteil Fulton eine fremde Frau gehört. Diese hätte offenbar gerade Geschlechtsverkehr ausgeübt, wobei nicht klar war, ob eine Vergewaltigung vorlag, und möglicherweise um Hilfe geschrien. Um 23:35 rief Damond erneut bei der Notrufleitstelle an, da bislang keine Einsatzkräfte vor Ort eingetroffen waren. Schließlich fuhren die Officers Noor und Harrity die betroffene Seitenstraße mit ihrem Streifenwagen ab, konnten jedoch keine Hinweise auf kriminelle Aktivitäten ausmachen. Noor meldete das Ergebnis über den Einsatzcomputer, als sein Partner Harrity durch ein „lautes Geräusch“ aufgeschreckt wurde. Dann stand plötzlich Justine Damond, barfuß und unbewaffnet, am Fenster der Fahrerseite des Streifenwagens. Beide Beamten hatten bereits ihre Dienstwaffen gezogen, doch während Harrity sie nur schussbereit hielt, feuerte Noor einmal durch das geöffnete Fenster und traf das Opfer in den Bauch. Nach erfolgloser Herz-Lungen-Wiederbelebung seitens der Beamten verstarb Damond noch am Ort des Geschehens.
Harrity sagte später aus, „irgendetwas“ hätte das „Dienstfahrzeug berührt“, sie wären beide „erschrocken“ und hätten einen „Hinterhalt befürchtet“. Noor bestätigte, Damonds leere Hände gesehen zu haben, sein Partner hätte jedoch „um sein Leben gefürchtet“ und eine „Bedrohung wahrgenommen“. Nach Sicherung des Tatorts konnte bewiesen werden, dass Damond zu keiner Zeit das Fahrzeug berührt hatte. Es gab keine Audio- oder Videoaufzeichnungen des Vorfalls, auch, da keiner der beiden Beamten seine Body-Cam, die jeder Polizist in Minneapolis seit dem Jahr 2016 trug, jedoch nicht in jeder Situation zwingend benutzen musste, aktiviert hatte.

## Reaktionen
Matthew Harritys Anwalt Fred Bruno äußerte Verständnis darüber, dass sein Mandant einen Hinterhalt befürchtete. Er verwies auf einen Vorfall, der sich kurz vorher in New York City zugetragen hatte, bei dem eine Polizeibeamtin in ihrem Streifenwagen erschossen worden war. Justine Damonds Familie ließ sich von Robert Bennett vertreten. Dieser war bereits von den Hinterbliebenen des Afroamerikaners Philando Castile engagiert worden. Jeronimo Yanez, ein hispanoamerikanischer Beamter des MPD, hatte den 32-jährigen Castile ein Jahr zuvor während einer Verkehrskontrolle erschossen. Bereits nach dieser Tat fanden in der Stadt täglich Demonstrationen gegen Polizeigewalt statt.
Bereits einen Tag nach Damonds Tod wurde nahe ihrem Haus eine Mahnwache abgehalten. Am 11. August 2017 fand hingegen am Ufer des Lake Harriet eine Gedenkveranstaltung statt, an der neben Dons und Justines Familien auch über 1.000 weitere Personen teilnahmen. Die Bürgerrechtsorganisation ACLU kritisierte im Nachgang, dass sowohl Harrity als auch Noor ihre Body-Cams nicht aktiviert hatten. Blue Lives Matter, eine Aktivistengruppierung, die aus aktiven und im Ruhestand befindlichen Polizeibeamten besteht, verwies darauf, dass der Einsatz lediglich daraus bestanden hätte, eine Seitenstraße nach einer schreienden Person zu durchsuchen.
Die Republikanerin Michele Bachmann, die den Bundesstaat Minnesota zwischen 2007 und 2015 im Repräsentantenhaus vertreten hatte, sprach in Bezug auf Mohamed Noors Anstellung beim Minnesota Police Department von einer „Affirmative Action“. Noor, der „aus einem Land stamme“, in der das „Verschleiern von Frauen mit einem Hidschāb Teil der Kultur“ sei, könnte Damond aufgrund „ihrer Hautfarbe und ihres Geschlechts“ erschossen haben.
Australiens Premierminister Malcolm Turnbull forderte „Antworten“ ein. Es dürfe, so Turnbull, nicht sein, dass eine „unbewaffnete Frau, die im Schlafanzug“ auf die Straße läuft und um die „Unterstützung der Polizei ersucht, erschossen“ würde.

## Ermittlungen und Prozess
Laut Aussagen beider Beamter soll eine Frau den Kofferraum des Streifenwagens berührt haben, dort wurden Fingerabdrücke, die weder zu Harrity noch Noor passten, gesichert. Das unbekannte laute Geräusch, das dem Schuss voranging, wurde im Untersuchungsbericht ebenso wenig benannt wie die Identität der weiblichen Person, die den Kofferraum berührt haben soll.
Anschließend erwirkten Ermittler eine Durchsuchung von Damonds Wohnräumen, wo nach „Körperflüssigkeiten, Betäubungsmitteln oder Waffen“ gesucht wurde. Die Beamten des State Bureau of Investigation fanden im Haus kein belastendes Material gegen Justine Damond vor. Noor machte von seinem Aussageverweigerungsrecht Gebrauch, sowohl er als auch sein Partner Harrity wurden bei vollem Gehalt beurlaubt.
Am 20. März 2018 erging ein Haftbefehl gegen Noor wegen Mordes zweiten Grades, Mordes dritten Grades sowie Totschlags zweiten Grades. Noor stellte sich daraufhin den Behörden und gab zudem das Ende seiner Arbeit als Polizist für das MPD bekannt. Der ihm vorgeworfenen Verbrechen bekannte er sich hingegen nicht für schuldig.
Am 7. Juni 2019 wurde Mohamed Noor von einer gemischtrassigen Jury in zwei der drei Anklagepunkte für schuldig befunden und zu einer Gefängnisstrafe von zwölfeinhalb Jahren verurteilt. Das Höchststrafmaß für Mord dritten Grades liegt bei 25 Jahren, das für Totschlag zweiten Grades bei 10 Jahren Gefängnis.
Laut Bundesgesetz des Staates Minnesota wird Mord dritten Grades folgendermaßen definiert: Wenn eine Person durch eine Handlung, die das Leben einer anderen Person bedroht, deren Tod herbeiführt, ohne die Tötung tatsächlich beabsichtigt zu haben. Totschlag zweiten Grades wird hingegen wie folgt definiert: Wenn durch schuldhafte Fahrlässigkeit bewusst der Tod oder eine Verletzung der körperlichen Unversehrtheit herbeigeführt wird.

### Kritik am Strafmaß
Das Urteil über Noor, der zum ersten Beamten des Minnesota Police Departments wurde, der wegen Mordes zu einer Gefängnisstrafe verurteilt worden war, rief in der Bevölkerung sowohl Kritik wie auch Zweifel hervor. Noor, dunkelhäutiger Migrant und Muslim, wäre zu „seinem Nachteil behandelt“ worden, da „das Opfer weiß“ gewesen war, so Nekima Levy Armstrong, eine Bürgerrechtsaktivistin.
Waheid Siraach, ehemaliger Polizist und Mitbegründer der Somali-American Police Association, befand, Noor wäre aufgrund seines kulturellen Hintergrunds nicht ausreichend seitens der Polizei unterstützt worden. Weiter wäre die Behandlung des Vorfalls mit einer umgekehrten Situation zu vergleichen, bei der auch ein dunkelhäutiges Opfer, das von einem Weißen getötet wurde, weniger öffentliche Wertschätzung erführe. Beispielsweise Lieutenant Bob Kroll vom MPD gab jedoch an, er hätte Noor und dessen Anwälte während des gesamten Prozesses unterstützend zur Seite gestanden.
Staatsanwalt Mike Freeman wurde vorgeworfen, die Tat Noors anders gewichtet zu haben als vergleichbare Taten weißer Polizisten gegen dunkelhäutige Personen. Freeman bestritt, die Hautfarbe von Angeklagten als ein das Strafmaß beeinflussendes Kriterium zu behandeln.
Auch die Bürgerrechtsorganisation ACLU wollte rassistische Beweggründe als Motiv für Noors Strafmaß ausgemacht haben. Vergleichend wurden die Fälle von Jeronimo Yanez gegen Philando Castile sowie von Michael Rosfeld gegen Antwon Rose benannt, wobei beide Beamte jeweils freigesprochen worden wären. Yanez, ein hispanoamerikanischer Polizist, hatte Castile, einen Schwarzen, während einer Verkehrskontrolle erschossen. Castile, der dem Beamten mitgeteilt hatte, dass er eine Lizenz zum Tragen von Schusswaffen hätte, wollte nach seinen Zulassungsunterlagen greifen. Davor machte er Yanez darauf aufmerksam, dass er nicht vorhabe, nach seiner Waffe, die er zu diesem Zeitpunkt mit sich führte, zu greifen. Yanez vermutete einen Trick und schoss siebenmal auf Castile.

Rosfeld kontrollierte seinerseits ebenfalls ein Fahrzeug, auf welches jedoch die Beschreibung eines Wagens passte, dessen Insassen zuvor an einer Schießerei beteiligt gewesen waren. Während Rosfeld den Fahrer aus dem Wagen, der auch Einschusslöcher aufwies, steigen ließ, rannten Rose und ein weiterer Mitfahrer weg, offenbar um sich einer eventuellen Festnahme zu entziehen. Rosfeld schoss dreimal auf den zu diesem Zeitpunkt unbewaffneten 17-Jährigen, der später an den Verletzungen verstarb. Im Fahrzeug wurden anschließend zwei Handfeuerwaffen sichergestellt, Videoaufnahmen zeigten den zweiten Mitfahrer, der aus dem Wagen auf eine Person auf der Straße geschossen hatte. An Roses Händen wurden Schmauchspuren nachgewiesen, auf einer 9-mm-Pistole unter dem Beifahrersitz fand sich seine DNA, in seiner Tasche befand sich ein leeres, dazugehöriges Magazin.

### Entlassung aus dem Strafvollzug
Im Juni 2022 wurde Noor frühzeitig aus dem Strafvollzug entlassen, nachdem er den Großteil zu seiner eigenen Sicherheit in einem Gefängnis in Bismarck, North Dakota verbracht hatte. Das oberste Gericht des Staates Minnesota hatte seine Strafe zuvor auf vier Jahre und neun Monate reduziert, wobei auch Noors Zeit in Untersuchungshaft berücksichtigt wurde. Bis Januar 2024 verbüßte er den Rest der Strafe auf Bewährung.

## Nachwirkung
Zum Zeitpunkt des Vorfalls befand sich die Polizeipräsidentin Janeé Harteau, die vom Fortune Magazine im Jahr 2017 zu einer der 50 größten Führungspersönlichkeiten der Welt gewählt wurde, auf einer Urlaubsreise und kehrte erst nach vier weiteren Tagen nach Minneapolis zurück. Nach ihrer Rückkehr äußerte sie auf einer Pressekonferenz ihr Bedauern über Justine Damonds Tod sowie Mohamed Noors Schweigen. Wenige Tage später trat sie abrupt von ihrem Amt zurück. Teile der Bevölkerung hatten ihren Umgang mit dem Vorfall massiv kritisiert, Bürgermeisterin Hodges sprach ihr Misstrauen gegenüber Harteaus Führungsqualitäten aus. Auch Betsy Hodges selbst bekam die Konsequenzen zu spüren, als sie im November 2017 die Wiederwahl verpasste.
Harteaus Nachfolger Medaria Arradondo ordnete in der Folge an, dass von nun an jeder Beamte des MPD bei Einsätzen jeglicher Art seine Body-Cam zu aktivieren habe.
Im Mai 2019 einigten sich Justine Damonds Familie und die Stadt Minneapolis auf einen außergerichtlichen Vergleich. Die Familie erhielt 20 Millionen US-Dollar, der bis dato teuerste Vergleich der Stadt. Zwei Millionen Dollar sollten an eine Stiftung, die gegen Waffengewalt in Minneapolis kämpft, gespendet werden.